# Katinski pokol
Katinski pokol (poljsko zbrodnia katyńska, mord katyński, slovensko katinski zločin, rusko Катынский расстрел, katinski rasstrel, slovensko katinsko streljanje) je bil niz masovnih streljanj poljskih državljanov, ki jih je izvršil Narodni komisarijat za notranje zadeve (NKVD), tajna policija Sovjetske zveze, aprila in maja 1940. Naziv katinski pokol se izvorno nanaša na pokol v Katinskem gozdu, kjer je bilo odkrito prvo in največje prizorišče streljanj. 
Pobudnik pokola je bi načelnik NKVD Lavrentij Berija, ki je želel pobiti vse zajete poljske častnike. Ukaz je bil izdan 5. marca 1940. Odobril ga je sovjetski politbiro, vključno z njegovim vodjem Josifom Stalinom. Število ubitih se ocenjuje na okoli 22.000. Vojaške osebe, ubite v Katinskem gozdu, so pripeljali iz bližnjih taborišč vojnih ujetnikov v Kozelsku, Starobelsku in Ostaškovu, civine žrtve pa iz zaporov v Tverju, Harkovu in od drugod. 
Med žrtvami je bilo okoli 8000 častnikov, ujetih v sovjetski invaziji na Poljsko, in 6000 policijskih častnikov, ostali pa so bili poljski intelektualci, ki so jih Sovjeti šteli za tajne agente, žandarmerijo, zemljiške posestnike, saboterje, tovarnarje, advokate, državne uradnike in duhovščino. Med žrtvami je bilo največ Poljakov, usmrčeni pa so bili tudi Judje, Ukrajinci in Belorusi.
Število žrtev, pokopanih v treh množičnih grobovih, ni natančno opredeljeno in sega od 1.803 (poročilo BBC iz leta 2005) do 14.540 (poročilo Ruskega vojaškega tožilstva iz leta 2005) in 25.700 (ukaz za ustrelitev iz leta 1940).
Po podatkih CIE so bili v Katinskem gozdu ubiti:  1 admiral, 2 generala, 24 polkovnikov, 79 podpolkovnikov, 258 majorjev, 654 stotnikov, 17 kapitanov, 3.420 podčastnikov, 7 kaplanov, 3 posestniki, knez, 43 uradnikov, 85 civilistov, 131 beguncev, 20 univerzitetnih profesorjev, 300 zdravnikov, več sto odvetnikov, inženirjev ter učiteljev, več kot 100 pisateljev in novinarjev in 200 pilotov.
Sam pokol je bil odkrit leta 1943, ko je Wehrmacht preiskal poročila okoliških prebivalcev o teh usmrtitvah. 30. aprila 1943 je mednarodna komisija sodnih medicincev in patologov z 12 univerz in nevtralnih držav začela prvo preiskavo tega zločina. Dokazi so pokazali na odgovornost Sovjetske zveze. Januarja 1944 je posebna sovjetska komisija objavila svoje poročilo, v katerem je "ugotovila", da so poboj 11.000 Poljakov storili Nemci in leta 1943 objavili lažna poročila ter dokaze. Na nürnberških procesih je Sovjetska zveza zvalila krivdo na Tretji rajh. 
Leta 1952 je Kongres ZDA ugotovil odgovornost ZSSR za vojni zločin. Leta 1959 je KGB podal poročilo o medvojnih pobojih poljskih državljanov, v kateri navaja, da je bilo v Katinu ubitih 4421 poljskih častnikov. 
Sovjetska zveza je krivdo zanikala do leta 1990, ko je priznala odgovornost za ta vojni zločin. 

## Ozadje

### Nemška invazija pa Poljsko
1. septembra 1939 se je začela invazija nacistične Nemčije na Poljsko. Velika Britanija in Francija sta v skladu s sporazumom o zavezništvu iz leta 1921 Tretjemu rajhu napovedali vojno, vendar sta izvedli le nekaj manjših vojaških aktivnosti, ki so postale znane kot lažna vojna.
Sovjetska invazija na Poljsko se je v skladu s Paktom Molotov–Ribbentrop začela 17. septembra 1939. Rdeča armada je hitro napredovala in naletela na majhen odpor, saj so imele poljske sile ukaz, naj se ne spopadajo s Sovjeti. Sovjetske oblasti so zajele in internirale okoli 250.000 do 454.700 poljskih vojakov in policistov. Večino so izpustili ali so pobegnili, 125.000 pa jih je bilo zaprtih v taboriščih, ki jih je vodil NKVD. Oktobra je bilo izpuščenih še 42.400 vojakov, večinoma ukrajinske in beloruske narodnosti, ki so služili v poljski vojski in so živeli na ozemljih Poljske, ki jih je priključila Sovjetska zveza. 43.000 vojakov, rojenih v zahodni Poljski, takrat že pod nacistično oblastjo, je bilo predanih Nemcem. Po drugi strani so Sovjeti od Nemcev prejeli 13.575 poljskih ujetnikov.

### Poljski vojni ujetniki
V tem obdobju je prišlo tudi do sovjetskih represij nad poljskimi državljani. Ker je poljski naborniški sistem od vsakega univerzitetnega diplomanta, ki ni bil izvzet, zahteval, da postane vojaški rezervni častnik, je NKVD lahko precejšen del poljskih izobražencev štel za vojne ujetnike. Po ocenah Inštituta za nacionalni spomin (INS) je bilo v Sovjetsko zvezo deportiranih približno 320.000 poljskih državljanov. V to številko drugi zgodovinarji dvomijo in se držijo starejših ocen, da je bilo deportiranih okoli 700.000–1.000.000 ljudi. INS ocenjuje, da je pod sovjetsko oblastjo med drugo svetovno vojno umrlo okoli 150.000 poljskih državljanov, medtem ko starejše ocene trdijo, da jih je bilo 500.000. Od 12.000 Poljakov, večinoma vojnih ujetnikov, ki so bili v letih 1940–1941 poslani v taborišče Dalstroj blizu Kolime, je preživelo le 583 mož. Preživeli so bili leta 1942  izpuščeni, da bi se pridružili poljskim oboroženim silam na vzhodu. Po besedah Tadeusza Piotrowskega je bilo "med vojno in po letu 1944 570.387 poljskih državljanov podvrženih neki obliki sovjetske politične represije". Šef NKVD Lavrentij Berija je že 19. septembra 1939 ukazal tajni policiji, naj ustanovi Glavno upravo za zadeve vojnih ujetnikov in internirancev, ki bo upravljala s poljskimi ujetniki. Skrbništvo nad poljskimi ujetniki Rdeče armade je prevzel NKVD, ki je organiziral mrežo sprejemnih centrov in tranzitnih taborišč ter uredil železniški prevoz v taborišča za vojne ujetnike v zahodni Sovjetski zvezi. Največja taborišča so bila Kozelsk (samostan Optina), Ostaškov (otok Stolobni na jezeru Seliger blizu Ostaškova) in Starobilsk. Druga taborišča so bila v Juhnovem (železniška postaja Babinino), Južah (Talici), železniški postaji Tjotkino (90 kilometrov od Putivla), Kozelščini, Orankiju, Vologdi (železniška postaja Zaonikejevo) in Grjazovecu.
Kozelsk in Starobelsk sta bila namenjena predvsem za častnike, medtem ko so bili v Ostaškovu predvsem poljski skavti, žandarji, policaji in zaporniki.  Nekateri zaporniki so bili pripadniki poljske inteligence, kot so duhovniki, posestniki in sodno osebje. V Kozelsku je bilo približno  5000 mož, v Ostaškovu 6.570 in v Starobelsku 4.000, skupaj 15.570 mož.
Po poročilu z dne 19. novembra 1939 je imela NKVD okoli 40.000 poljskih ujetnikov: 8.000–8.500 častnikov, 6.000–6.500 policistov ter 25.000 vojakov in podčastnikov. Decembra je sledil nov val aretacij poljskih častnikov. Ivan Serov je 3. decembra poročal Lavrentiju Beriji, da je bilo " aretiranih vsega skupaj 1057 nekdanjih častnikov poljske vojske".  25.000 vojakov in podčastnikov je bilo razporejenih na prisilno delo (gradnja cest, težka metalurgija).

### Priprave
Med bivanjem v taboriščih so bili Poljaki od oktobra 1939 do februarja 1940  podvrženi dolgotrajnim zasliševanjem in stalnemu političnemu pritisku častnikov NKVD, kot je bil Vasilij Zarubin. Zaporniki so domnevali, da bodo kmalu izpuščeni, zaslišanja pa so bila pravzaprav izbirni proces za odločanje, kdo bo ustreljen in kdo ne. Po poročilih NKVD so ujetnike, ki jih ni bilo mogoče pripraviti do prosovjetske drže, razglasili za "prekaljene in brezkompromisne sovražnika sovjetske oblasti". 
5. marca 1940 je šest članov sovjetskega politbiroja Stalin, Vjačeslav Molotov, Lazar Kaganovič, Kliment Vorošilov, Anastas Mikojan in Mihail Kalinin v skladu z Berijevo noto Stalinu podpisalo ukaz o usmrtitvi 25.700 poljskih "nacionalistov in protirevolucionarjev", zaprtih v taboriščih in zaporih v okupirani zahodni Ukrajini in Belorusiji. Razlog za pokol je bil po mnenju zgodovinarja Gerharda Weinberga ta, da je Stalin želel morebitno bodočo poljsko vojsko prikrajšati za velik del njenega poveljniškega kadra. Sovjetsko vodstvo, zlasti Stalin, je na poljske zapornike gledalo kot na "problem", saj bi se pod sovjetsko oblastjo lahko upirali. Vodstvo se je zato odločilo, da se ujetnike v posebnih taboriščih postreli kot "zaprisežene sovražnike sovjetske oblasti".

## Usmrtitve
Število žrtev je ocenjeno na 22.000, s spodnjo mejo potrjenih mrtvih 21.768. Po sovjetskih dokumentih, razveljavljenih leta 1990, je bilo po 3. aprilu 1940 usmrčenih 21.857 poljskih internirancev in ujetnikov: 14.552 vojnih ujetnikov, večina ali vsi iz treh taborišč, in 7.305 ujetnikov v zahodnih delih beloruske in ukrajinske SSR. Od tega jih je bilo 4421 iz Kozelska, 3820 iz Starobelska, 6311 iz Ostaškova in 7305 iz beloruskih in ukrajinskih zaporov.
V izbiri poljskih častnikov, ki naj bi jih usmrtili v Katinu in drugod, je sodeloval generalmajor Pjotr Soprunenko, vodja Uprave NKVD za zadeve vojnih ujetnikov in internirancev, rojen blizu Kijeva v Ukrajinski SSR. Soprunenko je bil v začetku leta 1940 stotnik NKVD in je od septembra 1939 do februarja 1943 vodil organizacijo, imenovano tudi Direktorat za vojne ujetnike in internirance. V tej vlogi naj bi bil v skladu z ukazi Berije in Merkulova vpleten v načrtovanje in operativni nadzor nad usmrtitvami.
Med usmrčenimi v Katinu so bili vojaki (admiral, dva generala, 24 polkovnikov, 79 podpolkovnikov, 258 majorjev, 654 kapitanov, 17 mornariških kapitanov, 85 vojakov, 3420 podčastnikov in sedem kaplanov), 200 pilotov, vladni predstavniki in člani kraljeve družine (princ, 43 uradnikov) in civilisti (trije veleposestniki, 131 beguncev, 20 univerzitetnih profesorjev, 300 zdravnikov, več sto odvetnikov, inženirjev in učiteljev ter več kot 100 pisateljev in novinarjev). NKVD je usmrtil skoraj polovico poljskih častnikov. Med štirinajstimi usmrčenimi generali so bili: Leon Billewicz (upokojen), Bronisław Bohaterewicz (upokojen), Xaweryj Czernicki (admiral), Stanisław Haller (ušpokojen), Aleksander Kowalewski, Henryk Minkiewicz (upokojen), Kazimierz Orlika-Łukoski, Konstantyj Plisowski (umrl), Rudolf Prich (umrl v Lvovu), Franciszek Sikorski (umrl), Leonard Skierski (umrl), Piotr Skuratowicz, Mieczysław Smorawiński in Alojzy Wir-Konas (posmrtno povišan). Vsi usmrčeni niso bili etnični Poljaki, ker je bila Druga poljska republika večetnična država in so bili v njen častniški zbor vključeni tudi Belorusi, Ukrajinci in Judje. Ocenjuje se, da je bilo približno 8 % žrtev pokola v Katinu poljskih Judov. 395 ujetnikom je bilo prizaneseno pred pobojem. Med njimi sta bila Stanisław Swianiewicz in Józef Czapski. Slednje so odpeljali v taborišče Juhnov ali Pavliščev Bor in nato v Grjazovec.  Do 99 % preostalih ujetnikov je bilo ubitih. Ujetniki iz taborišča Kozelsk so bili usmrčeni v Katinskem gozdu, ujetniki iz taborišča Starobelsk pa v notranjem zaporu NKVD v Harkovu. Njihova trupla so pokopali v bližini vasi Piatykhatky. Policisti iz taborišča Ostaškov so bili ubiti v notranjem zaporu NKVD Kalinin (Tver) in pokopani v Mednem. Vsa tri grobišča so bila pred tem že tajna pokopališča žrtev velike čistke 1937–1938. Kasneje so bila tam ustanovljena rekreacijska območja NKVD/KGB.
Podrobne informacije o usmrtitvah v zaporu NKVD v Kalininu je med zaslišanjem posredoval Dmitrij Tokarev, nekdanji vodja odbora okrožnega NKVD v Kalininu. Po besedah Tokareva se je streljanje začelo zvečer in končalo ob zori. V prvem transportu, 4. aprila 1940, je bilo 390 ujetnikov in krvniki so s težavo pobili toliko ljudi v eni noči. V naslednjih transportih ni bilo več kot 250 ljudi. Usmrtitve so običajno izvajali z nemškimi pištolami .25 ACP Walther Model 2, ki jih je dobavila Moskva, uporabljene pa so bile tudi sovjetske pištole 7,62×38 mm R Nagant M1895. Krvniki so uporabljali nemško orožje namesto standardnih sovjetskih pištol, saj naj bi slednje imela prevelik odboj, zaradi česar je streljanje po nekaj deset usmrtitvah postalo boleče. Vasilij Mihajlovič Blohin, glavni krvnik NKVD, naj bi v 28 dneh aprila 1940 v zaporu Kalinin osebno ustrelil 7.000 obsojenih iz taborišča Ostaškov, nekaterih starih samo osemnajst let.
Potem ko so bili osebni podatki obsojenega posameznika preverjeni in potrjeni, so ga vklenili in odpeljali v celico, izolirano z vrečami peska ob stenah in težkimi, s klobučevino obloženimi vrati. Žrtvi je bilo rečeno, naj poklekne sredi celice, nato pa se ji je krvnik približal od zadaj in jo takoj ustrelil v zatilje ali vrat. Truplo so odnesli skozi nasprotna vrata in položili v enega od petih ali šestih čakajočih tovornjakov. Sledila je eksekucija naslednjega obsojenca. Strele pištol so poskušali prikriti tudi z delovanjem glasnih strojev, morda ventilatorjev. Nekatera odkritja po letu 1991 kažejo, da so bili na enak način usmrčeni tudi ujetniki na sedežu NKVD v Smolensku. Nekaj ujetnikov je bilo morda usmrčenih na robu množičnega groba. Streljanja so potekala vsak večer, razen za prvomajski praznik.
Približno 3.000 do 4.000 poljskih zapornikov iz ukrajinskih zaporov in tistih iz beloruskih zaporov je bilo verjetno pokopanih v Bikivniji oziroma v Kurapatih. Od približno 50 ujetnic je bila v Katinu usmrčena edino poročnica Janina Lewandowska, hči generala Józefa Dowbor-Muśnickega.

## Odkritje
Vprašanje usode poljskih ujetnikov se je pojavilo kmalu po začetku operacije Barbarossa junija 1941. Poljska vlada v izgnanstvu in sovjetska vlada sta podpisali sporazum Sikorski–Majski, ki je napovedal pripravljenost obeh strani na skupen boj proti nacistični Nemčiji in na oblikovanje poljske vojske na sovjetskem ozemlju. Poljski general Władysław Anders je začel organizirati vojsko v izgnanstvu in kmalu zahteval podatke o pogrešanih poljskih častnikih. Med osebnim srečanjem je Stalin njemu in poljskemu premierju Władysławu Sikorskemu zagotovil, da so bili vsi Poljaki osvobojeni in da vseh ni bilo mogoče popisati, ker so Sovjeti v Mandžuriji za njimi "izgubili sled". Med letoma 1941 in 1942 je usodo poljskih častnikov raziskoval Józef Czapski. Leta 1942, ko je bilo ozemlje okoli Smolenska že pod nemško okupacijo, so ujeti poljski železničarji od domačinov izvedeli za množično grobišče poljskih vojakov v Kozelsku pri Katinu. Ko so našli prvega od grobov, so o tem poročali Poljski podzemni državi. Odkritje se sprva ni zdelo pomembno, saj si ni nihče mislil, da bi lahko bilo v odkritem grobu toliko žrtev. 

### Nemško obvestilo
V začetku leta 1943 je Rudolf Christoph Freiherr von Gersdorff, nemški častnik, ki je služil kot obveščevalna zveza med Wehrmachtovo armadno skupino Center in Abwehrom, prejel poročila o množičnih grobiščih poljskih vojaških častnikov. Poročila so navajala, da so grobovi v gozdu blizu Katina. Poročila je posredoval svojim nadrejenim. Kdaj točno so Nemci izvedeli za grobišče, ni znano. To se je zgodilo verjetno konec leta 1942 ali januarja–februarja 1943. Oblast v Berlinu je poročila dobila morda že 1. marca ali šele 4. aprila 1942.
Joseph Goebbels je v odkritju videl odlično orodje za zabijanje klina med Poljsko, zahodnimi zavezniki in Sovjetsko zvezo ter okrepitev nacistične propagande o grozotah boljševizma ter ameriške in britanske podrejenosti temu. Po obsežnih pripravah je Reichssender Berlin 13. aprila svetu sporočil, da so nemške vojaške sile v Katinskem gozdu blizu Smolenska odkrile 
"jarek … dolg 28 metrov in širil 16 metrov, v katerem so bila v 12 plasteh zložena trupla 3000 poljskih častnikov".
V oddaji so nato za pokol obtožili Sovjete, ki naj bi ga izvedli leta 1940.

#### Začetna preiskava
Nemci so v Katin pripeljali evropski odbor Rdečega križa, imenovan Katinska komisija, sestavljen iz 12 forenzičnih strokovnjakov in njihovega osebja iz okupirane Belgije, Bolgarije, Hrvaške, Danske, Finske, Vichyjevske Francije, Madžarske, Italije, okupirane Nizozemske, Romunije, Švice ter Češke in Moravske. Nemci so se tako zelo trudili, da bi dokazali, da za pokolom stojijo Sovjeti, da so v preiskavo vključili celo nekaj zavezniških vojnih ujetnikov, med njimi pisatelja Ferdynanda Goetela, poljskega domobranskega častnika iz Pawiaka. Po vojni je Goetel pobegnil s ponarejenim potnim listom zaradi naloga za aretacijo, ki je bil izdan zoper njega. V preiskave je bil vključen tudi Emil Skiwski, Józef Mackiewicz pa je objavil več besedil o zločinu. Bolgar Marko Markov in Čeh František Hájek, sta bila po vojni, ko sta njuni državi postali satelitski državi Sovjetske zveze, prisiljena preklicati svoje dokaze, braniti Sovjete in za zločin obtožiti Nemce. Hrvaškemu patologu Eduardu Miloslaviću je uspelo pobegniti v ZDA. Edini civilist, ki je bil povabljen kot priča, je bil Frank Stroobant, britanski državljan, deportiran iz Guernseyja in taboriščni starešina Ilaga VII.
Katinski pokol je bil za nacistično Nemčijo koristen, ker je z njim diskreditirala Sovjetsko zvezo. 14. aprila 1943 je Goebbels v svoj dnevnik zapisal: 
"Zdaj uporabljamo odkritje 12.000 poljskih častnikov, ki jih je ubila NKVD, za protiboljševiško propagando v velikem slogu. Na kraj, kjer so bili najdeni, smo poslali nevtralne novinarje in poljske intelektualce. Njihova poročila so grozljiva. Führer nam je tudi dovolil, da drastično novico posredujemo nemškemu tisku. Dal sem navodila, naj se čim bolj razširi uporaba propagandnega materiala, da bomo lahko [v miru] živeli od tega nekaj tednov."
Ko je bil Goebbels septembra 1943 obveščen, da se mora nemška vojska umakniti z območja Katina, je v svoj dnevnik za 29. september 1943 zapisal: 
"Na žalost smo se morali odpovedati Katinu. Boljševiki bodo nedvomno kmalu 'ugotovili', da smo mi ustrelili 12.000 poljskih častnikov. Ta epizoda je tista, ki nam bo v prihodnosti povzročila kar nekaj težav. Sovjeti se bodo nedvomno odločili, da bodo odkrili čim več množičnih grobišč in nato krivili nas."

### Poljska reakcija
Poljska vlada v izgnanstvu, ki jo je vodil Sikorski, je vztrajala, da se zadeva predloži za pogajalsko mizo s Sovjeti. 17. aprila 1943 je izdala izjavo o tem vprašanju in zahtevala preiskavo Mednarodnega Rdečega križa. Stalin je zahtevo zavrnil, saj je dejstvo, da so takšno preiskavo zahtevali tudi Nemci, uporabil kot "dokaz" poljsko-nemške zarote. Dogodki so povzročili poslabšanje poljsko-sovjetskih odnosov.
Po navedbah poljskega diplomata Edwarda Bernarda Raczyńskega sta se Raczyński in general Sikorski 15. aprila 1943 zasebno srečala s Churchillom in Alexandrom Cadoganom ter jima povedala, da imajo Poljaki dokaze, da so za pokol odgovorni Sovjeti. Churchill je menda izjavil: "Boljševiki so lahko zelo kruti". Po besedah Raczyńskega je "Churchill ... ne da bi se s tem zavezal, s svojim vedenjem pokazal, da v to ni dvomil".
Leta 1947 je bilo poročilo poljske vlade v izgnanstvu o Katinu posredovano Telfordu Taylorju.

### Sovjetski odgovor
Sovjetska vlada je takoj zanikala nemške obtožbe. Trdila je, da so bili poljski vojni ujetniki vključeni v gradbena dela zahodno od Smolenska in so jih avgusta 1941 zajele in usmrtile nemške okupacijske enote.
V odgovor na poljske zahteve je Stalin obtožil poljsko vlado sodelovanja z nacistično Nemčijo in z njo prekinil diplomatske odnose. Sovjetska zveza je hkrati začela kampanjo, da bi zahodni zavezniki priznali Zvezo poljskih domoljubov, prosovjetsko vlado v izgnanstvu, ki jo je vodila Wanda Wasilewska.
Ko je Rdeča armada ponovno zavzela Smolensk in okolico Katina, je NKVD skoraj takoj po tem, se pravi okoli septembra–oktobra 1943, začel operacijo prikrivanja pokola. Uničil je pokopališče, ki so ga Nemci dovolili zgraditi poljskemu Rdečemu križu, in odstranili druge dokaze. Priče so zasliševali in jim grozili z aretacijo zaradi sodelovanja z nacisti, če njihova pričevanja niso bila v skladu z uradno sovjetsko politiko. Ker nobeden od najdenih dokumentov o mrtvih ni bil starejši od aprila 1940, je sovjetska tajna policija podtaknila lažne dokaze, da bi čas pokola postavila v sredino leta 1941, ko je območje nadzirala nemška vojska. Operativca NKVD Vsevolod Merkulov in Sergej Kruglov sta izdala predhodno poročilo z dne 10. in 11. januarja 1944, v katerem je bilo ugotovljeno, da so poljske častnike ustrelili nemški vojaki.
Januarja 1944 je sovjetska izredna državna komisija za ugotavljanje in preiskovanje zločinov, ki so jih zagrešili nemški nacistični okupatorji, ustanovila posebno komisijo za odkrivanje in preiskovanje usmrtitev poljskih vojnih ujetnikov s strani nemško-fašističnih zavojevalcev v Katinskem gozdu. Ime komisije je namigovalo na vnaprej določen zaključek. Komisijo je vodil Nikolaj Burdenko, predsednik Akademije medicinskih znanosti ZSSR, zato je komisija pogosto znana kot Burdenkova komisija. Med njenimi člani so bile ugledne sovjetske osebnosti, tudi pisatelj Aleksej Nikolajevič Tolstoj. Pridružitev komisiji ni bilo dovoljeno nobenemu tujemu osebju. Burdenkova komisija je izkopala trupla in zavrnila nemške ugotovitve iz leta 1943, da je Poljake ustrelila sovjetska vojska. Krivdo je pripisala nacistom in ugotovila, da so vsa streljanja izvedle nemške okupacijske sile konec leta 1941. Koliko članov komisije so ponarejena poročila in dokazi zavedli in koliko jih je posumilo vanje, je težko reči. Cienciala in Materski ugotavljata, da komisija ni imela druge izbire, kot da izda ugotovitve v skladu s poročilom Merkulov-Kruglov, Burdenko pa se je verjetno zavedal, da gre za prikrivanje. Nekaj takega naj bi priznal prijateljem in družini malo pred smrtjo leta 1946. Sklepe Burdenkove komisije so sovjetski viri dosledno navajali do uradnega priznanja krivde s strani sovjetske vlade 13. aprila 1990.
Januarja 1944 so Sovjeti v Katin povabili tudi skupino več kot deset večinoma ameriških in britanskih novinarjev, ki sta jih spremljala Kathleen Harriman, hči novega ameriškega veleposlanika W. Averella Harrimana, in John F. Melby, tretji sekretar na ameriškem veleposlaništvu v Moskvi. Nekateri so menili, da je bila vključitev Melbyja in Harrimana sovjetski poskus, da bi njuni propagandi dali uradno težo. Melbyjevo poročilo je opozorilo na pomanjkljivosti sovjetskega poročila: problematične priče, poskusi odvračanja od zasliševanja prič, izjave prič, ki so bile očitno dane kot posledica učenja na pamet, in drugih. Melby je takrat kljub temu menil, da je sovjetska predstavitev dogodkov prepričljiva. Harrimanovo poročilo je imela enak zaključek. Po vojni so oba prosili, da pojasnita, zakaj se zdi, da so njuni zaključki v nasprotju z njunimi ugotovitvami, in sumili, da so zaključki tisto, kar je želel slišati State Department. Novinarjev zrežirana sovjetska demonstracija ni navdušila in prepričala.
Primer sovjetske propagande, ki so jo širili nekateri zahodni komunisti, je monografija Alterja Brodyja Behind the Polish-Soviet Break (V ozadju poljsko-sovjetskega preloma) z uvodom Corlissa Lamonta.

### Reakcije Zahoda
Naraščajoče poljsko-sovjetske napetosti so začele zaostrovati zahodno-sovjetske odnose v času, ko je pomen Poljakov za zaveznike, pomemben v prvih letih vojne, začel bledeti. V retrospektivnem pregledu zapisov sta bila tako britanski premier Winston Churchill kot predsednik ZDA Franklin D. Roosevelt vedno bolj razpeta med svojimi zavezami Poljski in zahtevami Stalina in njegovih diplomatov.
24. aprila 1943 je britanska vlada uspešno pritisnila na Poljake, naj umaknejo zahtevo po preiskavi Rdečega križa, Churchill pa je Stalinu zagotovil: "Vsekakor bomo odločno nasprotovali vsakršni 'preiskavi' Mednarodnega Rdečega križa ali katerega koli drugega organa na katerem koli ozemlju pod nemško oblastjo. Takšna preiskava bi bila goljufija, njeni zaključki pa temeljijo na terorizmu".  Neuradni ali zaupni dokumenti Združenega kraljestva so zaključili, da je sovjetska krivda "skoraj gotova", vendar je zavezništvo s Sovjeti veljalo za pomembnejše od moralnih vprašanj. Uradna različica je zato podpirala Sovjete, vse do cenzuriranja vseh protislovnih poročil. Churchill je prosil Owena O'Malleyja, naj razišče to vprašanje, vendar je v sporočilu zunanjemu ministru zapisal: "Vse to je zgolj za ugotavljanje dejstev, ker nihče od nas ne bi smel nikoli spregovoriti o tem". O'Malley je opozoril na več nedoslednosti in skoraj nemogočih trditev v sovjetski različici poročila.
Kasneje je Churchill 13. avgusta 1943 Rooseveltu poslal kopijo poročila. Poročilo je zrušilo sovjetski prikaz pokola in namigovalo na politične posledice znotraj močno moralnega okvira, vendar je priznalo, da obstoječa politika nima druge možnosti. Rooseveltov komentar na O'Malleyjevo poročilo ni bil najden. Churchillova osebna povojna pripoved o aferi Katin ne daje več vpogleda v prejšnja dogajanja. V svojih spominih se sklicuje na sovjetsko preiskavo pokola leta 1944, ki je ugotovila, da so pokol odgovorni Nemci.
V začetku leta 1944 se je Ron Jeffery, agent britanske in poljske obveščevalne službe v okupirani Poljski, izmuznil Abwehru in odpotoval v London s poročilom britanski vladi. Njegova prizadevanja so bila sprva zelo cenjena, a pozneje prezrta, kar je razočarani Jeffery pozneje pripisal dejanjem Kima Philbyja in drugih visokih komunističnih agentov, zasidranih v britanski vladi. Jeffery je poskušal obvestiti britansko vlado o pokolu v Katinu, vendar je bil zaradi tega odpuščen iz vojske.
V Združenih državah so zavzeli podobno usmeritev, ne glede na dve uradni obveščevalni poročili o pokolu v Katinu, ki sta bili v nasprotju z uradnim stališčem. Leta 1944 je Roosevelt dodelil svojega posebnega odposlanca na Balkanu, podpoveljnika mornarice (rang majorja v kopenski vojski) Georgea Earlea, da pripravi poročilo o Katinu. Earle je zaključil, da je pokol zagrešila Sovjetska zveza.  Po posvetovanju z Elmerjem Davisom, direktorjem Urada za vojne informacije Združenih držav, je Roosevelt (uradno) zavrnil sklep in izjavil, da je prepričan o odgovornosti nacistične Nemčije, in ukazal, da se Earlovo poročilo umakne. Ko je Earle zaprosil za dovoljenje za objavo svojih ugotovitev, je predsednik izdal pisni ukaz, naj poskus opusti. Earle je bil prerazporejen in je preostanek vojne preživel na Ameriški Samoi. 
Kasnejše poročilo iz leta 1945, ki je podpiralo isti sklep, je bilo prikrito. Leta 1943 so Nemci odpeljali dva ameriška vojna ujetnika, stotnika Donalda B. Stewarta in polkovnika Johna H. Van Vlieta, v Katin na mednarodno tiskovno konferenco. Dokumenti, ki jih je izdala Državna uprava za arhive in evidence septembra 2012, so razkrili, da sta Stewart in Van Vliet poslala kodirana sporočila svojim ameriškim nadrejenim, ki so nakazovala, da sta videla dokaze za vpletenost Sovjetov. Navedeni so bili trije dokazi. Prvič, trupla Poljakov so bila že tako razpadla, da jih niso mogli pobiti nacisti, saj so to območje zavzeli šele leta 1941. Drugič, nobeden od številnih poljskih predmetov, kot so pisma, dnevniki, fotografije in identifikacijske oznake, najdenih v grobovih, ni bil datiran pozneje kot spomladi 1940. Najbolj obremenjujoče je bilo relativno dobro stanje moških uniform in škornjev, ki je kazalo, da žrtve po ujetju niso živele dolgo. Kasneje, leta 1945, je Van Vliet predložil poročilo, v katerem je ugotovil, da so za pokol odgovorni Sovjeti. Njegov nadrejeni, generalmajor Clayton Lawrence Bissell, pomočnik načelnika štaba generala Georgea Marshalla za obveščevalne službe, je njegovo poročilo uničil. Washington je podatke hranil v tajnosti, verjetno zato, da bi pomiril Stalina in ne odvrnil pozornosti od vojne proti nacistom.  Med kongresno preiskavo Katina v letih 1951–1952 je Bissell zagovarjal svoje stališče pred kongresom Združenih držav Amerike, pri čemer je trdil, da ni v interesu ZDA nasprotovati zavezniku (ZSSR), katerega pomoč je država potrebovala proti Japonskemu imperiju. Leta 1950 je Van Vliet poustvaril svoje vojno poročilo, potem pa je bila leta 2014 odkrita še kopija poročila, ki ga je Van Vliet napisal v Franciji leta 1945.

### Povojni procesi
Od 28. decembra 1945 do 4. januarja 1946 je sovjetsko vojaško sodišče v Leningradu sodilo sedmim vojakom Wehrmachta. Eden od njih, Arno Dürre, ki je bil obtožen umorov številnih civilistov z mitraljezi v sovjetskih vaseh, je priznal, da je sodeloval pri pokopu, a ne tudi pri usmrtitvi, 15.000 do 20.000 poljskih ujetnikov v Katinu. Za pričevanje mu je bila smrtna kazen zamenjana s 15 leti težkega dela. Njegovo priznanje je bilo polno absurdov, zato Dürre ni bil poklican kot priča sovjetskega tožilstva med nürnberškimi procesi. Kasneje je Dürre svoje priznanje preklical in trdil, da so ga preiskovalci k priznanju prisilili z mučenjem.
Na Londonski konferenci, ki je sestavila obtožnice nemških vojnih zločinov pred nürnberškimi procesi, so sovjetski pogajalci izpostavili naslednjo obtožbo: "Septembra 1941 je bilo v Katinskem gozdu blizu Smolenska ubitih 925 poljskih častnikov, ki so bili vojni ujetniki". Ameriški pogajalci so se strinjali, da jo vključijo v obtožnice, vendar so bili zaradi tega "osramočeni". O obtožnicah se je namreč obsežno razpravljalo v tisku in so se zato odločili, da morajo Sovjeti svojo zahtevo umakniti. Na sojenjih leta 1946 je sovjetski general Roman Rudenko dvignil obtožnico in izjavil, da je "eno najpomembnejših kaznivih dejanj, za katera so odgovorni glavni vojni zločinci, množična usmrtitev poljskih vojnih ujetnikov, ki so jih nemški fašistični napadalci ustrelili v Katinskem gozdu pri Smolensku". Rudenku tega ni uspelo dokazati in ameriški in britanski sodniki so njegovo obtožbo zavrnili. Sovjetska vključitev pokola v Katinu v Nürnberški proces je temeljila na pričakovanju, da bi moralo sodišče na podlagi 21. člena listine o nürnberškem sodišču upoštevati uradne vladne dokumente, ki ne zahtevajo dokazovanja dejstev, vključno s poročili, ki so jih pripravile različne preiskovalne komisije, v sovjetskem primeru Burdenkove komisije. 
Šele 70 let pozneje se je izvedelo, da je nekdanjemu vodji OSS Williamu Donovanu uspelo doseči, da je ameriška delegacija v Nürnbergu blokirala obtožnico v Katinu. Nemški častnik Fabian von Schlabrendorff, ki je bil med vojno nameščen v Smolensku, je prepričal Donovana, da krivci niso bili Nemci, ampak Sovjeti, vendar namen sodišča ni bil ugotoviti, ali je za zločin odgovorna Nemčija ali Sovjetska zveza, temveč zločin pripisati vsaj enemu od obtožencev, česar sodišče ni moglo storiti. 

## 1950. leta
Med korejsko vojno je kongresna komisija, ki ji je predsedoval poslanec Ray Madden in je znana kot Maddenova komisija, leta 1951 in 1952 preiskovala pokol v Katinu. Komisija je zaključila, da je bilo v "katinskem pokolu ubitih približno 4243 od 15.400 častnikov poljske vojske in intelektualnih voditeljev, ki so jih Sovjeti ujeli, ko je Sovjetska zveza septembra 1939 napadla Poljsko". Komisija je sklenila, da je teh 4.243 Poljakov ubil NKVD in da je treba primer predložiti Meddržavnemu sodišču. Vprašanje odgovornosti je ostalo sporno tako na Zahodu kot tudi za železno zaveso. V Združenem kraljestvu so v poznih 70. letih prejšnjega stoletja načrte za spomenik žrtvam z letnico 1940 (in ne 1941) obsodili kot provokativne v političnem ozračju hladne vojne. Domneva se tudi, da je bila izbira lokacije vojnega spomenika Beloruske sovjetske socialistične republike v nekdanji beloruski vasi Hatin leta 1969  načrtovana zato, da bi povzročila zmedo s Katinom pri Smolensku. Imeni sta v mnogo jezikih podobni ali celo enaki in se ju pogosto zamenjuje.
Na Poljskem so prosovjetske oblasti po sovjetski okupaciji po vojni zadevo prikrile v skladu z uradno sovjetsko propagandno linijo in namerno cenzurirale vse vire, ki bi lahko posredovali informacije o tem zločinu. Katin je bil v povojni Poljski prepovedana tema. Cenzura v Poljski ljudski republiki je bila obsežna in Katin je bil posebej omenjen v "črni knjigi cenzure", ki so jo oblasti uporabljale za nadzor nad mediji in akademskim svetom. Ne samo, da je vladna cenzura zatrla vsa sklicevanja na Katin, ampak je bilo že omenjanje grozodejstva nevarno. V poznih 70. letih prejšnjega stoletja so se demokratične skupine, kot sta bila Komite za obrambo delavcev in Leteča univerza, uprle cenzuri in razpravljale o pokolu in se soočale z aretacijami, pretepi, pridržanji in izobčenji. Leta 1981 je poljski sindikat Solidarność postavil spomenik s preprostim napisom "Katin, 1940". Policija ga je zaplenila in nadomestila z uradnim spomenikom z napisom: "Poljskim vojakom – žrtvam hitlerjevskega fašizma – počivajočim v tleh Katina". Vsako leto so na Zadušni dan kljub temu na pokopališču Powązki in številnih drugih krajih na Poljskem postavili podobne spominske križe, ki jih je policija odstranila. Katin je ostal politični tabu v Poljski ljudski republiki vse do padca vzhodnega bloka leta 1989.
V Sovjetski zvezi je v 50. letih 20. stoletja vodja KGB Aleksander Šelepin predlagal in izvedel uničenje številnih dokumentov, povezanih s pokolom v Katinu, da bi zmanjšal možnost, da bi bila resnica razkrita. Njegovo pismo Nikiti Hruščovu z dne 3. marca 1959 z informacijami o usmrtitvi 21.857 Poljakov in s predlogom za uničenje njihovih osebnih datotek je postalo eden od dokumentov, ki so se ohranili in bili sčasoma objavljeni.

## Razkritja
V 80. letih prejšnjega stoletja se je povečal pritisk na poljsko in sovjetsko vlado, da objavita dokumente, povezane s pokolom. Poljski akademiki so poskušali leta 1987 vključiti Katin v dnevni red skupne poljsko-sovjetske komisije za preiskavo cenzuriranih obdobij poljsko-ruske zgodovine. Dve leti kasneje so sovjetski znanstveniki razkrili, da je Stalin res ukazal pokol, leta 1990 pa je Mihail Gorbačov priznal, da je Poljake usmrtil NKVD, in potrdil še dve grobišči, podobni tistemu v Katinu: Mednoje in Pjatihadki. 
30. oktobra 1989 je Gorbačov dovolil delegaciji več sto Poljakov, ki jo je organiziralo poljsko združenje Družine žrtev Katina, da obišče spomenik v Katinu. Y skupini je bil tudi nekdanji svetovalec ZDA za nacionalno varnost Zbigniew Brzezinski. Na grobišču je potekala maša in bili položeni venci. Prisotni so nosili transparente s pozdravom gibanju Solidarność. Eden od žalujočih je na spomenik pritrdil napis "NKVD", ki je prekril besedo "nacisti" v napisu, tako da se je napis glasil "V spomin na poljske častnike, ki jih je leta 1941 ubil NKVD". Več obiskovalcev je preplezalo ograjo bližnjega KGB-jevega kompleksa in tam pustilo prižgane sveče. Brzezinski je obisk komentiral: 
"Sem me ni pripeljala osebna bolečina, kot je v primeru večine teh ljudi, ampak prej priznanje simbolične narave Katin. Rusi in Poljaki, mučeni do smrti, ležijo tukaj skupaj. Zelo pomembno se mi zdi, da se govori resnica o tem, kar se je dogajalo, kajti le z resnico se novo sovjetsko vodstvo lahko distancira od zločinov Stalina in NKVD. Samo resnica je lahko osnova resničnega prijateljstva med sovjetskim in poljskim narodom. Resnica bo sama naredila pot. O tem me prepričuje že samo dejstvo, da sem lahko pripotoval sem."
Sovjetska televizija je o njegovih pripombah obširno poročala. 13. aprila 1990, na sedeminštirideseto obletnico odkritja množičnih grobišč, je ZSSR uradno izrazila "globoko obžalovanje" in priznala odgovornost sovjetske tajne policije. Dan obiska je bil razglašen za Svetovni dan spomina na Katin (poljsko Światowy Dzień Pamięci Ofiar Katynia).

## Postkomunistične preiskave
Leta 1990 je bodoči ruski predsednik Boris Jelcin izdal strogo zaupne dokumente iz zapečatenega "paketa št. 1". in jih prenesel na novega poljskega predsednika Lecha Wałęso. Med dokumenti je bil predlog Berije z dne 5. marca 1940 o usmrtitvi 25.700 Poljakov iz taborišč Kozelsk, Ostaškov in Starobelsk ter iz nekaterih zaporov v Zahodni Ukrajini in Belorusiji, ki ga je (med drugimi) podpisal tudi Stalin. Drug dokument, ki je bil prenesen na Poljake, je bila Šelepinova nota Hruščovu z dne 3. marca 1959 z informacijami o usmrtitvi 21.857 Poljakov, pa tudi s predlogom za uničenje njihovih osebnih datotek, da bi se zmanjšale možnost, da bi dokumente, povezane s pokolom, kasneje odkrili.  Razkritja so bila objavljena tudi v ruskem tisku, ki jih je interpretiral kot rezultat nenehnega boja za oblast med Jelcinom in Gorbačovom.

### Poskusi kazenskega pregona in nadaljnja pričevanja
Leta 1991 je glavni vojaški tožilec Sovjetske zveze začel postopek proti Petru Soprunenku (1908–1992), že omenjenemu nekdanjemu vodji oddelka za vojne ujetnike in internirance NKVD, zaradi njegove vloge pri pobojih v Katinu,Postopek proti njemu je bil zavrnjen, ker je bil Soprunenko star 83 let, skoraj slep in je okreval po operaciji raka. 
Med zaslišanjem 29. aprila 1991 se je Soprunenko branil z zanikanjem lastnega podpisa. Trdil je tudi, da je bil od konca marca do konca maja 1940 v Viborgu in da po njegovi vrnitvi v Moskvo ujetnikov ni bilo več, vodstvo NKVD pa mu ni hotelo povedati, kam so šli Poljaki. K temu je dodal, da  "v tistih časih ni bilo mogoče spraševati".
Nadaljnja pričevanja so bila objavljena oktobra 1991 prek poročila Nicholasa Bethella, britanskega zgodovinarja in konservativnega člana Evropskega parlamenta, ki je pridobil kopije videoposnetkov zaslišanj preživelih udeležencev in izjav in se je srečal z vojaškimi tožilci v Moskvi. Njegovo poročilo omenja Soprunenka in Dmitrija Tokareva (1902–1993), v Bethellovih in drugih virih imenovanega Vladimir Tokarev. Tokarev, vodja kalininskega oddelka NKVD, je bil star 89 let, a se je še vedno spominjal, kako je bilo v Kalininu vsako noč umorjenih 250 Poljakov.
V začetku avgusta 1991 naj bi Tokarev, ki je še vedno živel v Miednojem, polkovniku Aleksandru Treteckemu iz sovjetskega tožilstva povedal natančno lokacijo, kjer so bili ostanki Poljakov. Tokarev je takrat trdil, da jim je bil "dolžan pomagati tako, da jim je dal na razpolago svoje ljudi", v prostorih za usmrtitve pa ni bil.
Še več. Tokarev, ki je 20. marca 1991 dal dolgo izjavo tožilcem, je poudaril, da je taborišče Ostaškov nadzoroval moskovski NKVD, ki je znotraj regije užival nekakšno "ekstrateritorialnost". Trdil je tudi, da on sam ni bil vpleten v nobeno intervencijo ali dejavnost v omenjenem taborišču ali da bi imel opravka z ujetniki, čeprav dokumenti pričajo drugače.
Bethellovo poročilo, objavljeno v The Observerju, je citiralo tudi Tokareva, ki je dejal, da je marca 1940 izvedel za načrt pokola. Z Berijevim namestnikom Bogdanom Kobulovom sta bila poklicana v Moskvo na sestanek, na katerem da je bil prisoten tudi Soprunenko. Na omenjenem sestanku so bile predstavljene podrobnosti operacije. Še več. Bethell je o Soprunenku govoril, da je Soprunenko prejel ukaz politbiroja za izvedbo usmrtitev, ki ga je podpisal Stalin. Bethell je Soprunenka označil tudi kot "izmikajočega se", pri čemer je pokazal le malo obžalovanja svojo vlogo.

### Kasnejši dogodki
Med obiskom poljskega predsednika Aleksandra Kwaśniewskega v Rusiji septembra 2004 so ruski uradniki napovedali, da so pripravljeni posredovati vse informacije o pokolu v Katinu poljskim oblastem, takoj ko bodo preklicane tajnosti. Marca 2005 je generalno tožilstvo Ruske federacije zaključilo desetletje trajajočo preiskavo pokola in objavilo, da je preiskava uspela potrditi smrt 1.803 od 14.542 poljskih državljanov, ki so bili obsojeni na smrt v treh sovjetskih taboriščih. Usode okoli 7000 žrtev, ki niso bile v taboriščih za vojne ujetnike, ampak v zaporih, tožilstvo ni obravnavalo. Predstavnik sodišča Savenkov je izjavil, da pokol ni bil genocid, da so sovjetski uradniki, ki so bili spoznani za krive zločina, mrtvi in da posledično "ni prav nobene podlage, da bi o tem govorili v sodnem smislu". Od 183 zvezkov dosjejev, zbranih med rusko preiskavo, je bilo 116 razglašenih za državno skrivnost in so bili označeni kot tajni. 22. marca 2005 je poljski sejm soglasno sprejel akt, s katerim je zahteval razveljavitev tajnosti ruskih arhivov. Sejm je od Rusije tudi zahteval, naj pokol v Katinu opredeli kot genocid. V resoluciji je bilo poudarjeno, da ruske oblasti "skušajo zmanjšati breme tega zločina tako, da nočejo priznati, da je šlo za genocid, in nočejo omogočiti dostopa do zapisov preiskave tega vprašanja, zaradi česar je težko ugotoviti celotno resnico o umoru in njegovih storilcih".
Leta 2007 je bila Zadeva Janowiec in drugi proti Rusiji predložena Evropskemu sodišču za človekove pravice, pri čemer so družine več žrtev trdile, da je Rusija kršila Evropsko konvencijo o človekovih pravicah, ko je dokumente prikrila javnosti. Sodišče je za sprejemljivi razglasilo dve pritožbi sorodnikov žrtev pokolov proti Rusiji glede ustreznosti uradne preiskave. V sodbi z dne 16. aprila 2012 je sodišče ugotovilo, da je Rusija kršila pravice sorodnikov žrtev, ker jim ni zagotovila zadostnih informacij o preiskavi, in pokol opisala kot "vojni zločin". Sodišče je hkrati zavrnilo presojo učinkovitosti sovjetsko-ruske preiskave, ker so se z zahtevo povezani dogodki zgodili, preden je Rusija ratificirala Konvencijo o človekovih pravicah leta 1998. Tožniki so vložili pritožbo, vendar je sodba z dne 21. oktobra 2013 v bistvu ponovno potrdila prejšnjo, češ da je zadeva izven pristojnosti sodišča, rusko stran pa je grajala le, ker ni ustrezno utemeljila, zakaj so nekatere kritične informacije ostale tajne.  Konec leta 2007 in v začetku leta 2008 je več ruskih časopisov, vključno z Rossikskajo Gazeto, Komsomolskajo Pravdo in Nezavisimajo Gazeto, objavilo zgodbe, ki so v zločine vpletle naciste, kar je spodbudilo zaskrbljenost, da je bilo to storjeno s tiho odobritvijo Kremlja. Posledično se je Poljski inštitut za nacionalni spomin odločil, da začne svojo preiskavo.
Leta 2008 je poljsko zunanje ministrstvo vprašalo rusko vlado o domnevnih posnetkih pokola, ki jih je med poboji posnel NKVD. Rusi so zanikali, da takšni posnetki obstajajo. Poljski uradniki menijo, da je razlog za odločitev Rusije, da večino dokumentov o pokolu označi za tajne, sodelovanje Sovjetov z Gestapom med temi operacijami.
V naslednjih letih je bilo z veliko zvezkov primera umaknjena tajnost in so bili preneseni na poljsko vlado, drugi pa so ostali tajni. Junija 2008 so ruska sodišča privolila v obravnavo o razveljavitvi tajnosti dokumentov o Katinu in sodni rehabilitaciji žrtev.
21. aprila 2010 je rusko vrhovno sodišče moskovskemu mestnemu sodišču odredilo obravnavo pritožbe v tekoči pravni zadevi Katin. Skupina za državljanske pravice, Memorial, je dejala, da bi razsodba lahko vodila do odločitve sodišča, da odpre tajne dokumente, ki vsebujejo podrobnosti o umorih na tisoče poljskih častnikov. Rusija je Poljski izročila kopije 137 od 183 zvezkov nezaupnega gradiva ruske preiskave kazenskega primera Katin. Ruski predsednik Dmitrij Medvedjev je enega od zvezkov izročil vršilcu dolžnosti poljskega predsednika Bronislawu Komorowskemu. Medvedjev in Komorowski sta se strinjala, da bi si morali državi še naprej prizadevati razkriti resnico o tragediji. Ruski predsednik je ponovil, da bo Rusija nadaljevala z umikom tajnosti dokumentov o pokolu v Katinu in ukazal objavo dokumentov, ki dokazujejo krivdo Stalina in Berije. Novembra 2010 je ruska državna duma izdala uradno izjavo, v kateri je Stalina obsodila za pokol v Katinu. 35 od 183 datotek o poboju v Katinu je še vedno tajnih.
V beloruskem državnem arhivu obstaja dokument, znan kot  "Beloruski katinski seznam". Smrtne obsodbe Poljakom so izrekala tudi sodišča v Beloruski SSR. Na seznamu so imena 3.870 častnikov, katerih identiteto in točen kraj usmrtitve, verjetno Bikivnija in Kuropati, še vedno ni mogoče ugotoviti.

## Zapuščina

### Poljsko-ruski odnosi
Rusija in Poljska sta ostali razdeljeni glede pravnega opisa zločina v Katinu. Poljaki še vedno menijo, da gre za genocid in zahtevajo nadaljnje preiskave ter popolno razkritje sovjetskih dokumentov.
Junija 1998 sta se Boris Jelcin in Aleksander Kwaśniewski dogovorila za izgradnjo spominskih kompleksov v Katinu in Mednem, dveh mestih usmrtitev NKVD na ruskem ozemlju. Septembra istega leta so Rusi izpostavili tudi vprašanje smrti sovjetskih vojnih ujetnikov v taboriščih za ruske ujetnike in internirance na Poljskem v letih 1919 do 1924. V teh taboriščih je zaradi nalezljivih bolezni umrlo približno 16.000 do 20.000 ujetnikov. Nekateri ruski uradniki so trdili, da gre za "genocid, primerljiv s Katinom". Podobna trditev je bila izražena leta 1994. Nekateri, zlasti na Poljskem, takšne poskuse vidijo kot zelo provokativen ruski poskus, da bi ustvarili "Antikatin in uravnotežili zgodovinsko enačbo". Usoda poljskih ujetnikov in internirancev v sovjetski Rusiji je še vedno slabo raziskana. 
4. februarja 2010 je predsednik ruske vlade Vladimir Putin povabil svojega poljskega kolega Donalda Tuska, naj se aprila udeleži spominske slovesnosti v Katinu. Obisk je bil 7. aprila 2010, ko sta se Tusk in Putin skupaj spominjala 70. obletnice pokola. Pred obiskom so na ruski državni televiziji prvič predvajali film Katin iz leta 2007. The Moscow Times je komentiral, da je bila premiera filma v Rusiji verjetno posledica Putinovega posredovanja.
10. aprila 2010 je letalo, na katerem je bil poljski predsednik Lech Kaczyński z ženo in 87 drugimi politiki in visokimi vojaškimi častniki, strmoglavilo pri Smolensku, pri čemer je umrlo vseh 96 ljudi na letalu. Potniki naj bi se udeležili slovesnosti ob 70. obletnici pokola v Katinu. Poljski narod je bil osupel. Premier Donald Tusk, ki ni bil na letalu, je strmoglavljenje označil za "najbolj tragičen poljski dogodek po drugi svetovni vojni". Po dogodku so začele krožiti številne teorije zarote. Katastrofa je imela velik odmev tudi v mednarodnem in zlasti ruskem tisku, kar je spodbudilo ponovno predvajanje filma Katin na ruski televiziji. Poljski predsednik naj bi imel govor na uradni komemoraciji. Govor je bil namenjen počastitvi žrtev, poudarjanju pomena pobojev v kontekstu povojne komunistične politične zgodovine ter poudarjanju potrebe, da se poljsko-ruski odnosi osredotočijo na spravo. Čeprav govor ni bil nikoli izrečen, je bil objavljen v poljščini in bil na voljo tudi v angleščini.
Novembra 2010 je spodnji dom ruskega parlamenta (Duma) sprejel resolucijo, v kateri je razglasil, da so dolgo tajni dokumenti "pokazali, da je bil zločin v Katinu izveden po neposrednem ukazu Stalina in drugih sovjetskih uradnikov". Izjava je tudi pozvala k nadaljnji preiskavi pokola, da bi potrdili seznam žrtev. Člani spodnjega doma iz Komunistične partije so zanikali, da bi bila Sovjetska zveza kriva za pokol v Katinu, in glasovali proti deklaraciji. Zanikanje je veljalo za pomembno priznanje sovjetske odgovornosti, ker ga ni spremljalo uradno opravičilo države. Poteza je sledila večletnim pritiskom poljske vlade in mednarodnih organizacij za človekove pravice. Mednarodni mediji so obširno poročali o odločitvi Rusije, da dokumente objavi na spletu. Na Poljskem so rusko potezo pozdravili, čeprav so nekateri kritiki opozorili, da deli arhiva ostajajo tajni.  

### Tisti, ki sprejemajo stališča izpred leta 1990
Komunistična partija Ruske federacije in vrsta drugih prosovjetskih ruskih politikov in komentatorjev trdijo, da je zgodba o sovjetski krivdi zarota in da so dokumenti, objavljeni leta 1990, ponaredki. Vztrajajo, da je prvotna različica dogodkov, ki krivdo pripisuje nacistom, pravilna, in pozivajo rusko vlado, naj začne novo preiskavo, ki bi revidirala ugotovitve iz leta 2004. Takšne alternativne različice so ovrgli številni ruski zgodovinarji in organizacije, kot je Memorial. Opozorili so na nedoslednosti v tej alternativni različici in sicer podrobnosti o drugem istočasnem kraju množične usmrtitve v Mednem v Tverski regiji. Ta del osrednje Rusije, poudarjajo, nikoli ni bil pod nemško okupacijo, pa vendar so v njem posmrtni ostanki žrtev, ki izvirajo iz istih taborišč kot pobiti v Katinu. Tudi žrtve v Mednem so bile ubite aprila in maja 1940. Medno je bilo pregledano šele v 1990. letih. Ugotovljeno je bilo, da vsebuje dobro ohranjene poljske uniforme, dokumente, spominke in sovjetske časopise iz leta 1940.
Septembra 2009 je Stalinov vnuk Jevgenij Džugašvili tožil ruski opozicijski časopis Novaja gazeta, potem ko je objavil članek, v katerem je trdil, da je njegov stari oče osebno podpisal ukaze o usmrtitvah civilistov. Džugašvili se je osredotočil na verodostojnost dokumenta, ki je pokazal, da je Stalin ukazal pokol v Katinu. 13. oktobra 2009 je rusko sodišče tožbo zavrnilo.
Leta 2021 je rusko Ministrstvo za kulturo spominski kompleks v Katinu v svojem registru območij kulturne dediščine znižalo z mesta zveznega na mesto samo regionalnega pomena.

### Stališča po invaziji na Ukrajino leta 2022
10. aprila 2022 so ruski provladni aktivisti v odgovor poljskim oblastem na rušenje ali odstranjevanje "spomenikov sovjetske okupacije" in v podporo invaziji na Ukrajino parkirali težke stroje z zastavami Ruske federacije in črko Z pred spominskim pokopališčem v Katinu, kar je bilo interpretirano kot dejanje ustrahovanja. Organizatorji so to zanikali in izjavili, da želijo opozoriti na "rusofobnost poljskih oblasti". Številni ruski politiki so se zavzemali za rušenje poljskega dela spominskega kompleksa. Med njimi sta bila poslanca državne dume Anatolij Wasserman in Aleksej Čepa.  28. junija 2022 je Leningrajsko sodišče v Kaliningradu prepovedalo distribucijo knjige Katin. Na sledi zločina.  Po mnenju sodišča je knjiga "rehabilitirala nacizem" in "kršila zakon o poveličevanju sovjetske zmage v veliki domovinski vojni".
Junija 2022 je Rusija med porastom rusko-poljskih političnih napetosti zaradi ruske invazije na Ukrajino odstranila poljsko zastavo iz Katinskega spominskega kompleksa.  Aprila 2023 je Rusija ukazala, da se pred komemoracijo 20. aprila s prizorišča odstranijo vse poljske zastave.
11. aprila 2023 je ruska državna tiskovna agencija RIA poročala, da je oddelek FSB za Sankt Peterburg in Leningrajsko regijo Centralnemu državnemu arhivu Sankt Peterburga predal "edinstvene arhivske dokumente" o Katinu, vključno s pričevanjem nemškega vojaka, ki je trdil, da je sodeloval pri pokopih v Katinskem pokolu v začetku septembra 1941.  RIA je nadalje poročala, da so po mnenju "številnih ruskih zgodovinarjev usmrtitve v Katinu izvedli nacisti", da obstajajo "nedoslednosti v bazi dokazov, na katero se opira Varšava" in da Ruska federacija meni, da "trenutni pristop k pokrivanju primera Katin ne ustreza načelom objektivnosti in historicizma" in da je le del "informacijske in propagandne kampanje" tistih, ki krivijo "ZSSR za sprožitev druge svetovne vojne".

### Spomeniki
V spomin na pokol v Katinu so bili po vsem svetu postavljeni številni spomeniki, vključno z vojnim pokopališčem Katin v Katinu, nacionalnim spomenikom Katin v Baltimoru v Marylandu in številnimi spomeniki v Združenem kraljestvu.